# Vrije Universiteit Amsterdam
Vrije Universiteit Amsterdam (bokstavlig översättning från nederländska "Fria [som i frihet] universitetet Amsterdam") är ett universitet i Amsterdam, Nederländerna. Det nederländska namnet förkortas ofta "VU" och på engelska används "VU University". Universitetet är beläget i distriktet Buitenveldert i stadens södra delar. Trots att det är en trosbaserad institution erhåller det statligt stöd i nivå med de statliga universiteten.
Universitetet grundades 1880 av Abraham Kuyper som det första protestantiska universitetet i Nederländerna.
Vrije Universiteit skall inte förväxlas med Universiteit van Amsterdam, ett annat universitet i samma stad. Detta ägdes tidigare av Amsterdams stad men är nu ett av landets statliga universitet.